# 卡西卡兹戈
卡西卡兹戈（西班牙語：Cacicazgo）是西班牙语中对泰诺人用于指代由“卡西克”（酋长）统治的领地的词语的音译形式（或其派生词）。西班牙殖民制度在墨西哥、秘鲁等地承认土著精英为贵族。贵族可以设立“世袭地产”，这种地产在西语中被称为“卡西卡兹戈”，仿照西班牙的世袭庄园制度“马约拉斯戈斯”（mayorazgos）命名。该词可见于如下语境：“科法奇基的女亲王，一位土著卡西卡兹戈的女领主”，或例如：“1493年11月，波多黎各岛大约有20个卡西卡兹戈。”根据西班牙的编年史记载，“卡西克”（酋长）处于泰诺人封建结构的顶端。巴托洛梅·德拉斯·卡萨斯将这些“卡西卡兹戈”称为“王国”。
许多“卡西卡兹戈”在新西班牙（西班牙殖民时期的墨西哥）已被深入研究，表明“世袭”制度是一种有效手段，用于在平民地位下降的同时保护土著贵族的资源。有记录显示西班牙人与“卡西克”家族联姻，从而获得染指土著资源的许可。在墨西哥国家档案馆中，有一整类档案叫做 “宾库洛斯”（意为“世袭关系”），专门保存这些土著贵族的财产的相关记录。该类档案在1961年结集出版。
卡西卡兹戈制度延续至19世纪。关于继承的纠纷十分常见，诉讼中的论点成为我们理解该制度运行机制的重要来源。
随着时间推移，“卡西克”（酋长）一词的含义发生变化，部分女性也获得了“卡西卡”的称号。卡西卡兹戈制度也在殖民时期的墨西哥发生一些演变。根据法律，卡西克是卡西卡兹戈地产的唯一继承人和拥有者，这些地产通常包括土地，并配有劳工队伍。但土著自己则有不同的理解，至殖民晚期，酋长的所有子女都使用“卡西克”（或“卡西卡”）称号的情形并不罕见。这一变化发生的原因、时间和对地方社区组织的影响，仍未被充分理解……而晚期殖民的历史语境已然不同，必须结合当时背景理解土著贵族在此期间提出的诉求。